# Xã Cambridge, Quận Henry, Illinois
Xã Cambridge (tiếng Anh: Cambridge Township) là một xã thuộc quận Henry, tiểu bang Illinois, Hoa Kỳ. Năm 2010, dân số của xã này là 2.525 người.